# Wojciech Kurpiewski
Wojciech Kurpiewski (n. 16 februarie 1966, Nowy Dwór Mazowiecki, Mazovia, Polonia – d. 8 octombrie 2016, Providence, Rhode Island, SUA) a fost un caiacist ce a reprezentat Polonia, medaliat olimpic. A participat la 2 ediții ale Jocurilor Olimpice (1988, 1992) în care a câștigat o medalie de argint.